# Alto-relevo

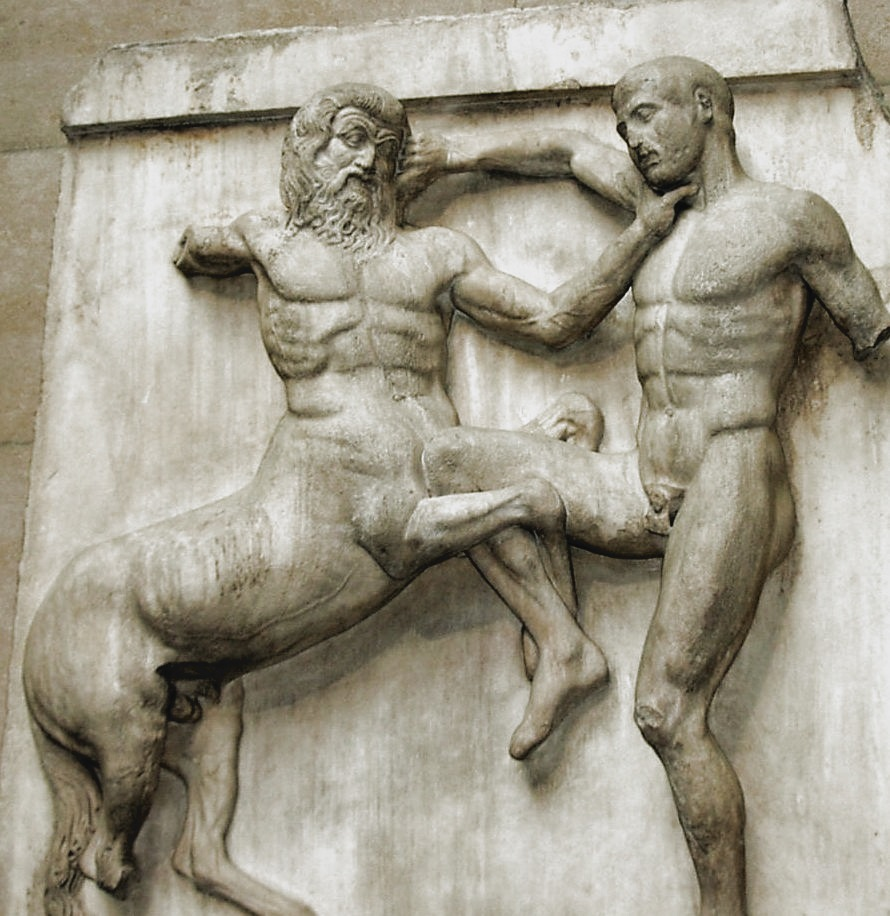
Um alto-relevo das métopes do Partenon

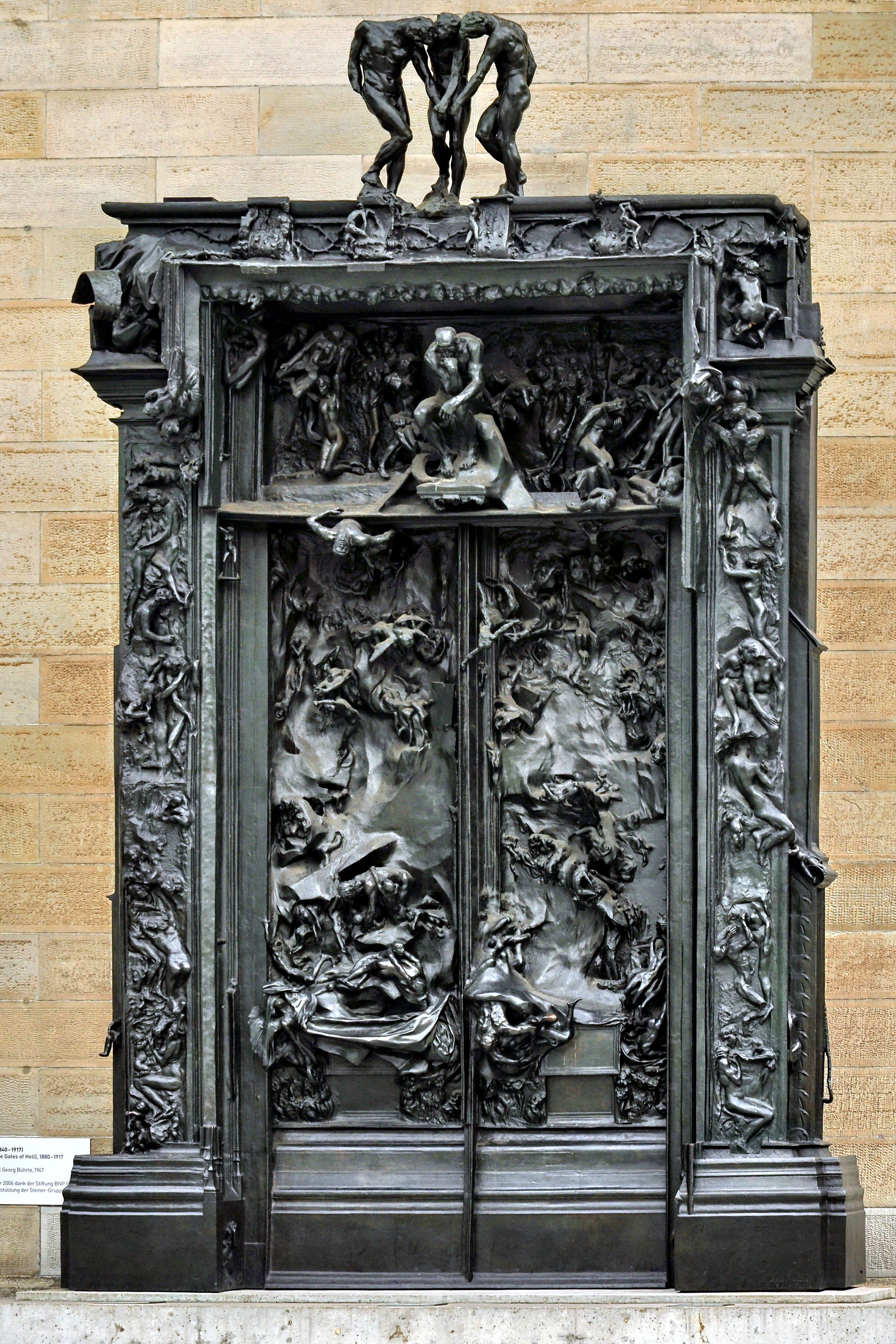
A Porta do Inferno de Rodin

Alto-relevo é uma escultura onde a forma se projeta à frente por mais de metade da distância do fundo natural da obra, normalmente um bloco do material utilizado, além do ponto onde seria possível copiá-la totalmente com um só molde. Embora se mantenham presas ao bloco de fundo em alguns pontos, possuem uma tridimensionalidade evidente, na qual as sombras ganham realce de acordo com o movimento do ângulo da iluminação. 
Com grande efeito decorativo, obras de alto-relevo foram muito utilizadas na arte clássica, como decoração associada ao formato das fachadas de edificações.[carece de fontes?]